# ポルト国際映画祭
ポルト国際映画祭（Festival Internacional de Cinema do Porto）は、ポルトガル第二の都市ポルトで毎年2月末から3月初旬に開催される国際映画祭である。1981年に創設されたファンタジー系作品を対象とするジャンル映画祭で、「ファンタスポルト（Fantasporto）」の愛称を持つ。

## 概要
- 世界三大ファンタスティック映画祭のひとつに数えられる。世界三大ファンタスティック映画祭は同映画祭の他に、シッチェス・カタロニア国際映画祭、ブリュッセル国際ファンタスティック映画祭がある[1]。
- ファンタジー系作品（SF映画・ホラー映画・スリラー映画・サスペンス映画など）を対象とするジャンル映画祭。
- FIAPF（国際映画製作者連盟）公認の映画祭ではない。

## 部門
ポルト国際映画祭は、以下の8部門から構成されている。
- ファンタジー映画コンペティション部門
- 監督週間長編映画コンペティション部門
- オリエント急行アジア長編映画コンペティション部門
- パノラマ＆プレミア部門（ノン・コンペティション）
- アニメーション部門（ノン・コンペティション）
- ポルトガル映画部門（ノン・コンペティション）
- ポルト短編映画部門（ノン・コンペティション）
- レトロスペクティブ部門（ノン・コンペティション）

## 賞
主な賞には以下のものがある。
- ファンタスポルト最優秀作品賞
- 最優秀監督賞
- 最優秀男優賞
- 最優秀女優賞
- 最優秀脚本賞
- 最優秀特殊効果賞
- 審査員特別賞
- 監督週間最優秀作品賞
- 監督週間審査員特別賞
- オリエント急行最優秀作品賞
- オリエント急行特別賞

### International Fantasy Film Award
| 開催年 | 題名 原題                                       | 監督                                   | 製作国                   |
| ------ | ----------------------------------------------- | -------------------------------------- | ------------------------ |
| 1982   | Izbavitelj (The Redeemer)                       | Krsto Papić                            | ユーゴスラビア           |
| 1983   | スキャナーズ Scanners                           | デヴィッド・クローネンバーグ           | カナダ                   |
| 1984   | 最後の戦い Le Dernier Combat                    | リュック・ベッソン                     | フランス                 |
| 1985   | 狼の血族 The Company of Wolves                  | ニール・ジョーダン                     | イギリス                 |
| 1986   | Fuego eterno                                    | José Ángel Rebolledo                   | スペイン                 |
| 1987   | Defense of the Realm                            | デヴィッド・ドルーリー                 | イギリス アメリカ合衆国  |
| 1988   | チャイニーズ・ゴースト・ストーリー 倩女幽魂     | チン・シウトン                         | イギリス領香港           |
| 1989   | モンキー・シャイン Monkey Shines                | ジョージ・A・ロメロ                    | アメリカ合衆国           |
| 1990   | ブラック・レインボウ Black Rainbow              | マイク・ホッジス                       | イギリス                 |
| 1991   | ヘンリー Henry: Portrait of a Serial Killer     | ジョン・マクノートン                   | アメリカ合衆国           |
| 1992   | トト・ザ・ヒーロー Toto le Héros                | ジャコ・ヴァン・ドルマル               | ベルギー フランス ドイツ |
| 1993   | ブレインデッド Braindead                        | ピーター・ジャクソン                   | ニュージーランド         |
| 1994   | クロノス Cronos                                 | ギレルモ・デル・トロ                   | メキシコ                 |
| 1995   | シャロウ・グレイブ Shallow Grave                | ダニー・ボイル                         | イギリス                 |
| 1996   | セブン Se7en                                    | デヴィッド・フィンチャー               | アメリカ合衆国           |
| 1997   | バウンド Bound                                  | ウォシャウスキー兄弟                   | アメリカ合衆国           |
| 1998   | リバース Retroactive                            | ルイス・モーノウ                       | アメリカ合衆国           |
| 1999   | キューブ CUBE                                   | ヴィンチェンゾ・ナタリ                 | カナダ                   |
| 2000   | サイアム・サンセット Siam Sunset                | ジョン・ポルソン                       | オーストラリア           |
| 2001   | アモーレス・ペロス Amores perros                | アレハンドロ・ゴンサレス・イニャリトゥ | メキシコ                 |
| 2002   | Fausto 5.0                                      | Los Fura del Baus                      | スペイン                 |
| 2003   | 10億分の1の男 Intacto                           | フアン・カルロス・フレスナディージョ   | スペイン                 |
| 2004   | 箪笥 장화, 홍련                                 | キム・ジウン                           | 韓国                     |
| 2005   | NOTHING ナッシング Nothing                      | ヴィンチェンゾ・ナタリ                 | カナダ                   |
| 2006   | フロストバイト Frostbiten                       | アンダシュ・バンケ                     | スウェーデン             |
| 2007   | パンズ・ラビリンス Pan's Labyrinth              | ギレルモ・デル・トロ                   | メキシコ スペイン        |
| 2008   | REC/レック REC                                  | ジャウマ・バラゲロ                     | スペイン                 |
| 2009   | Idiots and Angels                               | ビル・プリンプトン                     | アメリカ合衆国           |
| 2010   | ハートレス Heartless                            | フィリップ・リドリー                   | イギリス                 |
| 2011   | Zwart water                                     | Elbert Van Strien                      | オランダ                 |
| 2012   | Hell                                            | Tim Fehlbaum                           | ドイツ                   |
| 2013   | MAMA                                            | アンディ・ムスキエティ                 | スペイン / カナダ        |
| 2014   | Miss ZOMBIE                                     | SABU                                   | 日本                     |
| 2015   | リザとキツネと恋する死者たち Liza, a rókatündér | ウッイ・メーサーロシュ・カーロイ       | ハンガリー               |
| 2016   | The Lure                                        | アグニェシュカ・スモチンスカ           | ポーランド               |
| 2017   | Realive                                         | マテオ・ヒル                           | スペイン                 |
| 2018   | Ravenous                                        | ロビン・オベール                       | カナダ                   |
| 2019   | Last Sunrise                                    | Wen Ren                                | 中国                     |
| 2020   | ゴーストマスター                                | ヤング・ポール                         | 日本                     |